# Hydrodynamický paradox
Hydrodynamický paradox (hydrodynamické paradoxon) je skutečnost, že pokles tlaku v proudící kapalině je přímo úměrný nárůstu druhé mocniny rychlosti proudění kapaliny, neboli že v užší části trubice, kde kapalina proudí rychleji, je v kapalině menší tlak.
Závislost tlaku a rychlosti proudění vychází z Bernoulliho rovnice.

Ilustrace hydrodynamického paradoxu

Obdobu hydrodynamického paradoxu je u plynů aerodynamický paradox.

## Opakování
Z Bernoulliho rovnice vyplývá, že tlak klesá s rostoucí rychlostí. Při velkém zúžení trubice, kde rychlost kapaliny značně vzroste, může tlak klesnout pod hodnotu atmosférického tlaku. Ve zúženém místě trubice vzniká podtlak, který se projeví tak, že kapalina do manometrické (tlakoměrné) trubice nevystoupí, ale naopak se do ní nasává vzduch. Tento jev se nazývá hydrodynamický paradoxon.